# Феклісов (селище)
Фе́клісов (рос. Феклисов, ерз. Феклисов) — селище у складі Теньгушевського району Мордовії, Росія. Входить до складу Такушевського сільського поселення.
Населення — 2 особи (2010; 10 у 2002).
Національний склад (станом на 2002 рік):
- росіяни — 100 %